# Падурська Надія Іванівна
Падурська Надія Іванівна (26 квітня 1943 року с. Помічна Кіровоградської області УРСР) — українська художниця.

## Життєпис
Народилась майстриня 26 квітня 1943 року в с. Помічна Добровеличківського району Кіровоградської області.
Дівчина народилась хворобливою, а в п'ятирічному віці впала з дерева та пошкодила хребет. Її світ звузився майже до ліжка. Мати була старою, ледве пересувалась та ще й зовсім глухою. В сім'ї було ще два майже дорослих брата. Поява на світ найменшої доньки зовсім не була радістю. Війна, розруха, голод, немічна мати, батько на фронті. Все писав листи: «Я скоро повернусь, доб'ємо ворога в його логові, і повернусь». Але натомість прийшла похоронка. З нею згасла надія на покращення життя. Хвора мати з трьома дітьми у вічно холодній хаті, піч зовсім не гріла. Влітку переробляли, а взимку вона знову чаділа і не гріла. Всі, разом з котом, намагались залізти в духовку погрітись. Кожного ранку йшли по кізяки, підмазувати дірки в хаті. що розсипалась на очах. Старший брат Льонька, щоб допомогти матері, під час окупації пішов працювати. Але через п'ять днів втік до баби в сусіднє село. Та німці знайшли і добре відшмагали. А коли прийшли «наші», дбайливі сусіди все донесли і брата посадили на 10 років. Від дзвінка до дзвінка відбув покарання в ГУЛАГах та Магадані.
Матір на старості літ ще й паралізувало, а Надія сама ледь-ледь, з постійними жахливими болями, пересувалась по хаті. Коли залишилась одна, знайомі допомогли оформитись в інтернат смт. Власівка, де живе і творить донині.

## Творчість
«Малювати я любила, але по-справжньому взялась за пензлі, коли мені було за сорок з гаком».

Надія Падурська
Все життя жінка соромилась своїх маленьких ручок, свого маленького росту. Надія жила недалеко від залізниці, і малювала весь час, випасаючи кіз. Першим місцем працевлаштування був кінотеатр «Мир» у м. Помічна. Взяли на роботу художником-оформлювачем. Малювала афіші, стенди. Отримала перші професійні уроки. А ще ліпила різноманітні фігури з пап'є-маше. Одного разу, перебуваючи в лікарні, побачила молодого хлопця-призовника. Спитала, чи може попозувати, і коли намалювала портрет, плакала і сміялась від радості, що так гарно вийшло. І тоді почалось. Малювала все і всім.
Надія вчилась, як могла. Відсилала свої малюнки, отримувала поради з коментарями, вчилась, вдосконалювала свою майстерність і писала (і зараз пише) вірші. Багато своїх творів Надія присвятила темам материнства, дитини й родини. 
Твори Подурської дуже різноманітні. Роботи вирізняються своєрідною манерою сприйняття навколишньої дійсності й передачею кольорів. Її називають українським Ван Гогом. Колорит картин створюється гамою тисяч і тисяч мазків, які, доповнюючи одне одного створюють неповторність і оригінальність. Вона не використовує темні кольори. Кольори сонця, неба, трави, ранішньої зорі-ось кольори її життя. Ще є тема війни. Війни минулої і сьогоднішньої.

## Творчі здобутки
1987 рік — У київському республіканському вернісажі II всесоюзного фестивалю самодіяльного і народного мистецтва представлено частину творів Надії Падурської. Нагороджено дипломом та медаллю.
1989 рік — перша персональна виставка у Кіровоградському художньому салоні.
1999 рік — картини Надії представлені на виставці Всеукраїнського огляду народної творчості.
2002 рік — виставка в Київському педколеджі.
2003 рік — Надія Падурська лауреат Обласної виставки образотворчого та декоративно-ужиткового мистецтва.
2004 рік — виставка « Моє мистецтво тобі, Україно!» в Добровеличківському краєзнавчому музеї.
2015 рік — виставка « На своїх полотнах вільна, як бог….» у Кіровоградському обласному художньому музеї.
2017 рік — персональна виставка Н. Падурської в Помічнянському палаці культури « На полотні — мій Всесвіт»
продемонстровано документальну стрічку « Храм добра Надії Подурської».

## Географія творчості Н. Падурської
- Яготинський краєзнавчий музей
- Київський педколедж ім. Грінченко
- Кіровоградська обласна універсальна наукова бібліотека ім. Чижевського[3].
- Помічнянські школи, жителі
- Приватні колекції жителів США, Японія, Німеччина, Філадельфія.

## Віртуальна виставка
https://old.library.kr.ua/exibit/padurska/artmuseum/index.html [Архівовано 31 січня 2021 у Wayback Machine.]